# Veliko Tarnovo
Veliko Tarnovo (en bulgare : Велико Търново ; translittération conventionnée : Veliko Tărnovo, prononcé : /vɛˈliko ˈtɤrnovo/, litt. « la Grande Trnovo ») est une ville du centre-nord de la Bulgarie et chef-lieu de la province du même nom.

## Géographie
Elle est située sur un méandre de la Yantra.
De nombreux touristes s'y rendent aujourd'hui pour son architecture spécifique : les maisons sont construites à flanc de coteau, très serrées les unes par rapport aux autres.

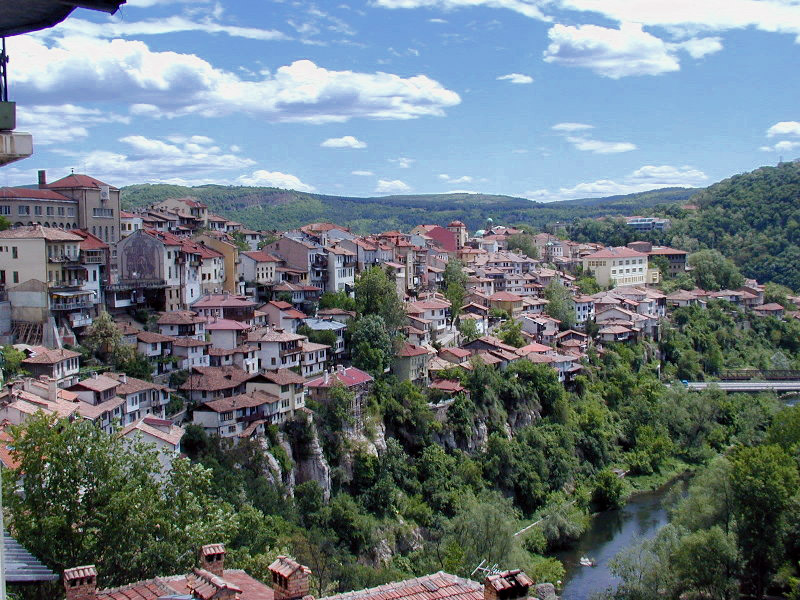
Vue sur la ville et les gorges de la Yantra.
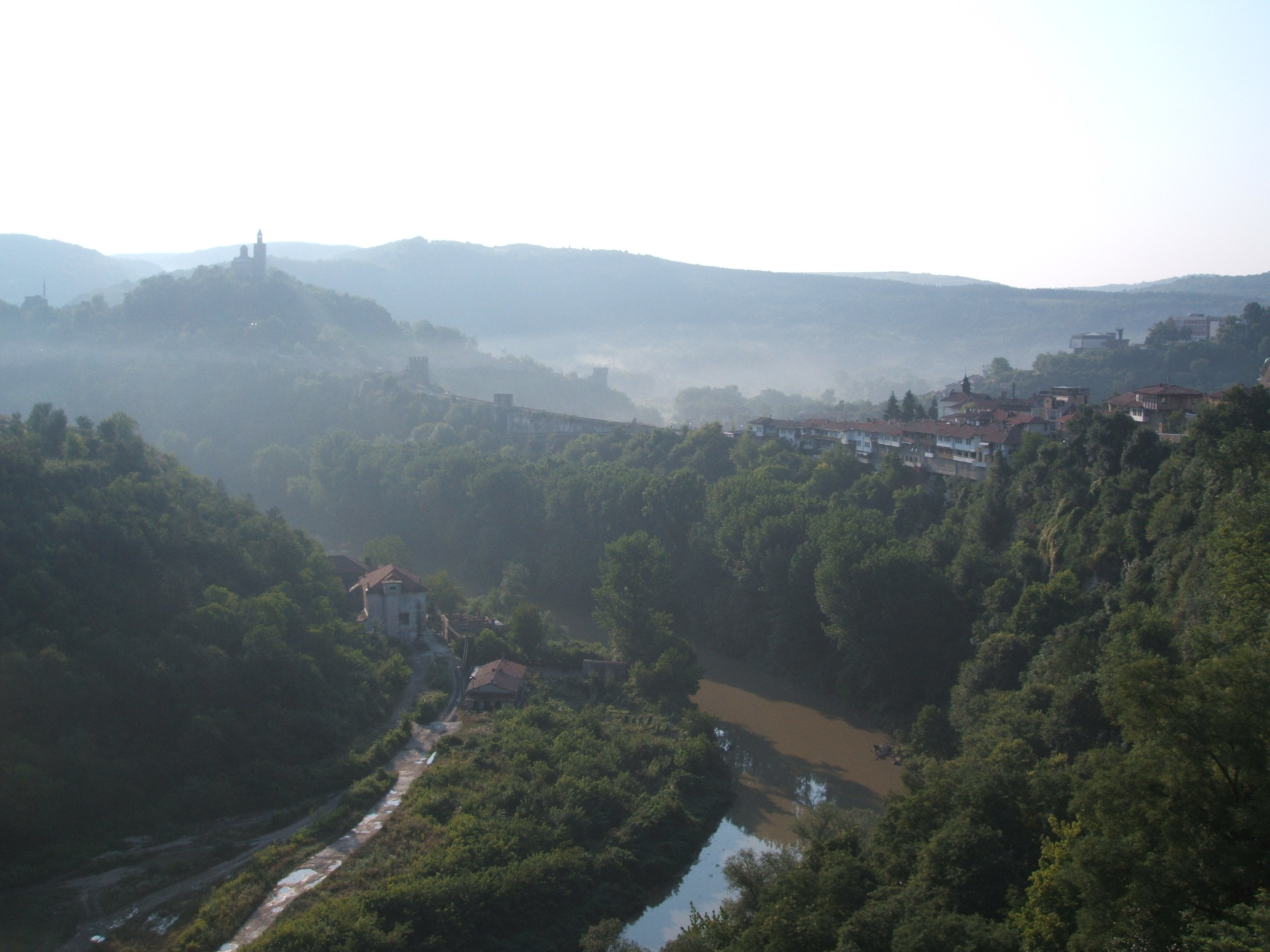
Tsarevets et quartier de la vieille ville de Veliko Tarnovo.
Plan de la ville médiévale.

## Histoire
Elle est célèbre pour avoir été la capitale historique du Second Empire bulgare, jusqu'à sa chute le 17 juillet 1393. Selon les chroniqueurs byzantins, l'empereur latin de Constantinople Baudouin Ier est mort dans le donjon de la forteresse de Veliko Tărnovo en 1205.
Les Russes s’en emparèrent le 7 juillet 1877 pendant la dixième guerre russo-turque.

## Éducation
- Université de Veliko Tarnovo, institut pédagogique créé en 1963.
- Université de la défense nationale « Vasil Levski ».

## Lieux et monuments

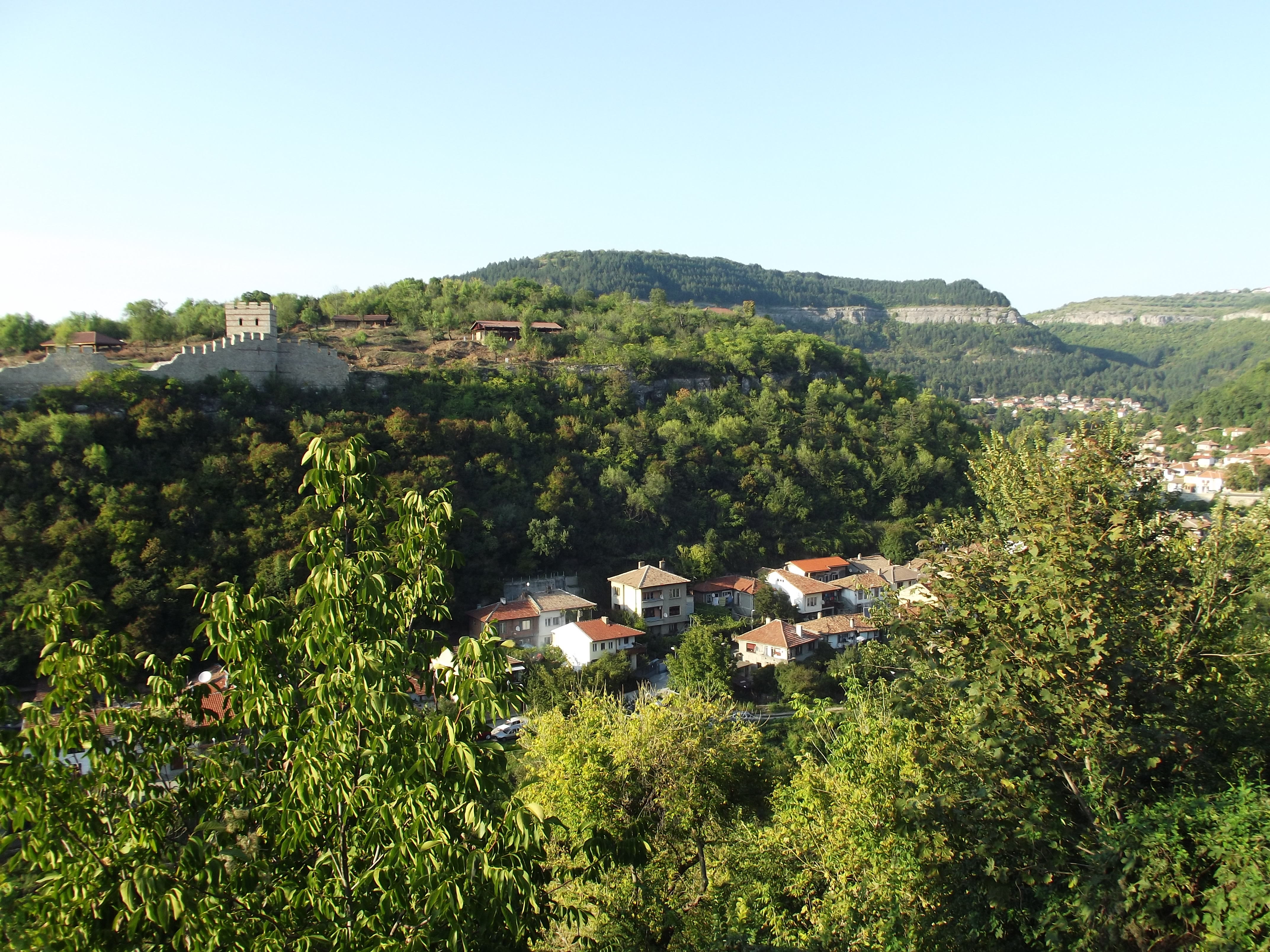
Le mont Trapezitsa.

Le mont Tsarevets.

### Le mont Tsarevets
Le mont Tsarevets se situe face au mont Trapezitsa, sur lequel se situe Veliko Tarnovo.
Il constitue l'un des attraits majeurs de Veliko Tarnovo grâce à la ville royale du même nom. La forteresse Tsarevets est le symbole de la gloire du Second Empire bulgare et de l'indépendance perdue lors des invasions ottomanes en Europe. Forteresse imprenable, Tsarevets fut livrée par un traître.
De nos jours, un spectacle son et lumière met en valeur la forteresse lors de la saison touristique.

### Le mont Trapezitsa
Mont spirituel et culturel pendant le Second Empire bulgare.
- rue commerçante Samovodska Čaršija.

### Le mont Devingrad
La forteresse Devingrad est située sur cette colline, qui, lorsque la capitale était fixée à Tarnovo, était la troisième en importance.

### Patrimoine religieux
- Église des Quarante-Martyrs.

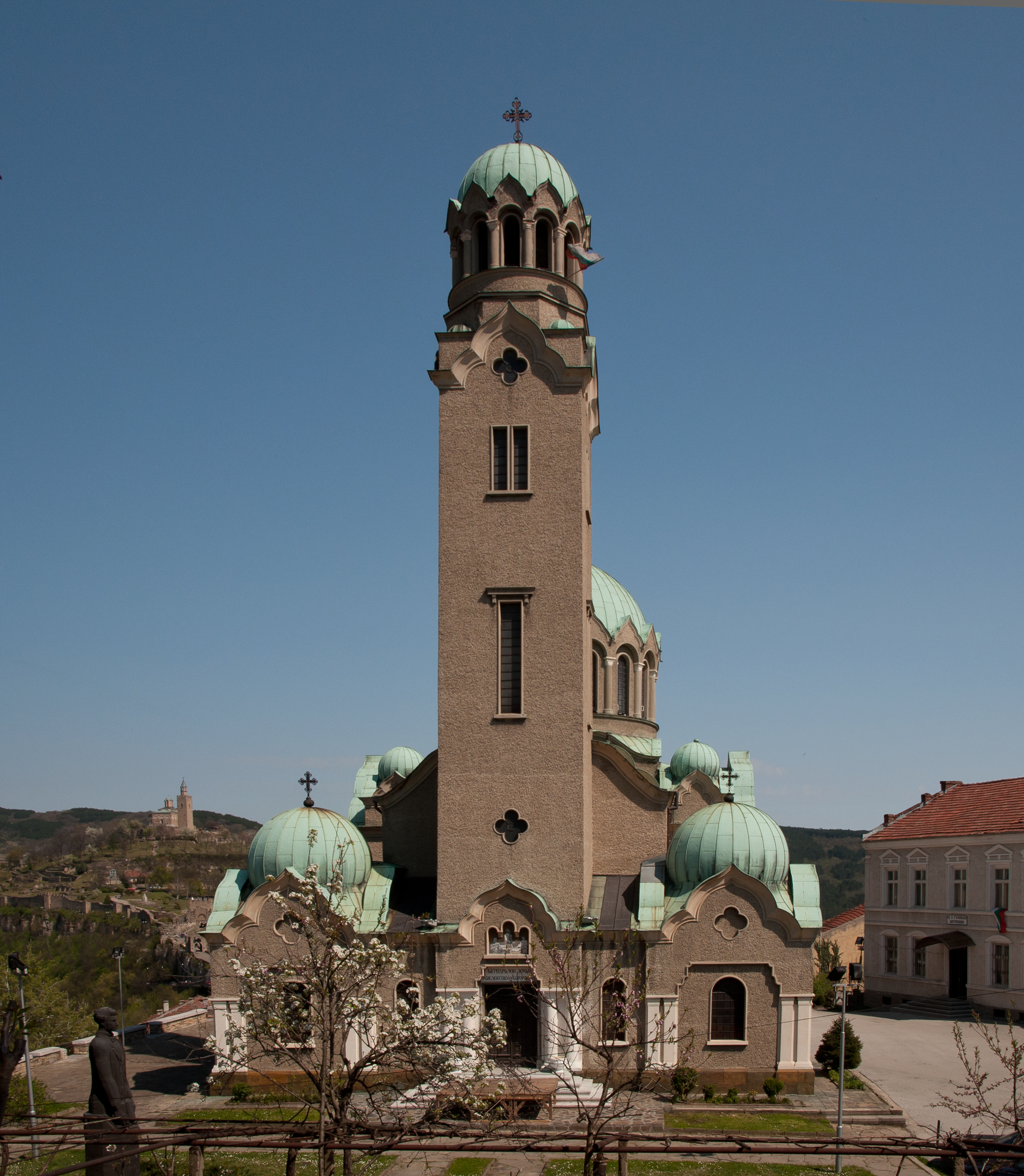
Cathédrale « Nativité de Marie ».

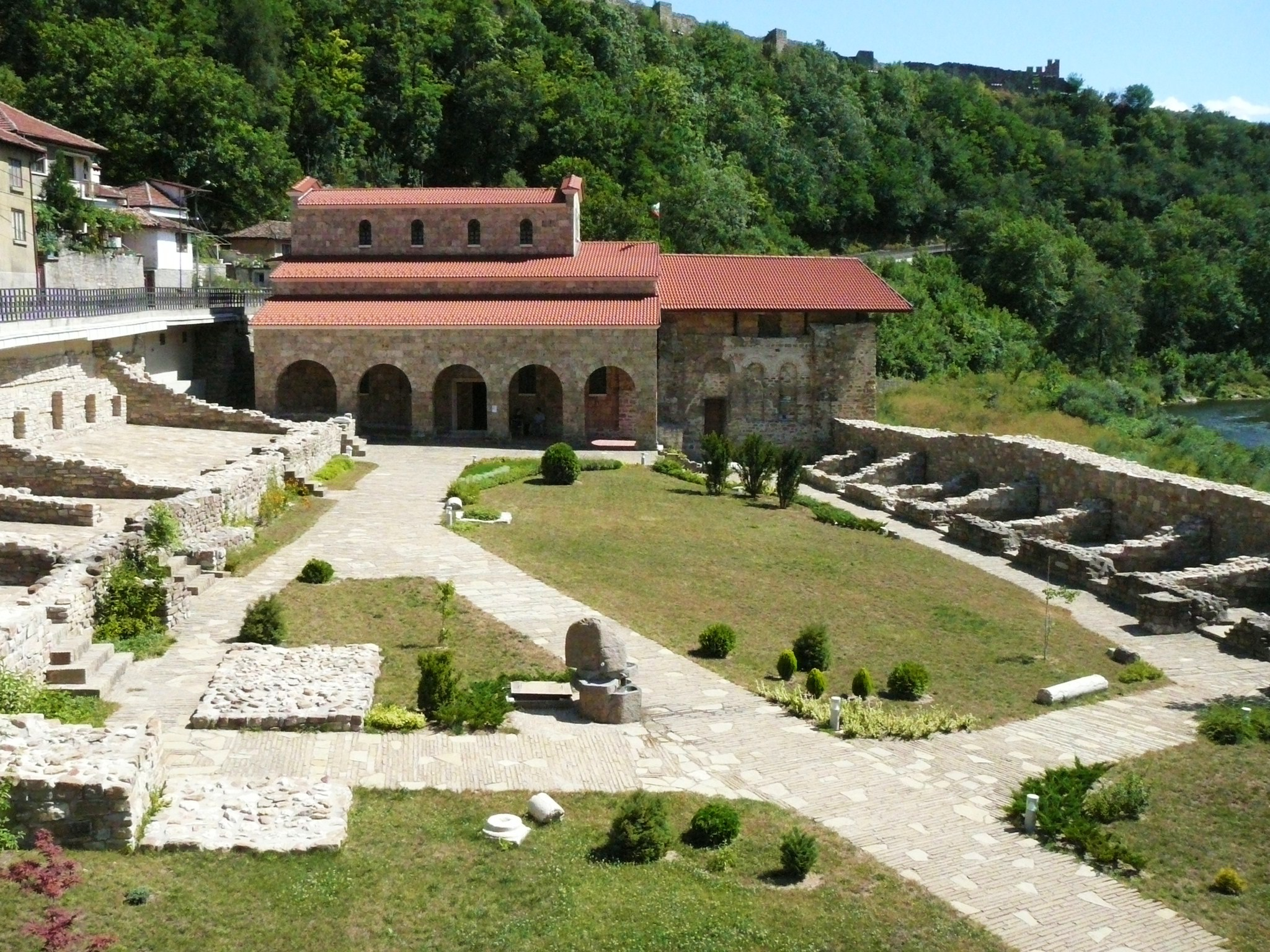
L'église des Quarante-Martyrs.

- Église Saint Peter et Pavel (Pierre-et-Paul), près du pont de l'Évêque/Vladishki.
- Église Saint Uspenie Bogorodichno.
- Église Saint Rojdestvo Bogorodichno (Cathédrale de la Nativité de la Vierge Marie).
- Église Saint Georges.
- Église Saint Nikola.
- Église Saint Dimitar Solunski.
- Église patriarcale de l'Ascension du Christ, sur la colline de Tsarevets.
- Église de Saint-Démétrios de Thessalonique, vers la gare.

### Bibliothèque
- Bibliothèque de Veliko Tarnovo.

### Musées

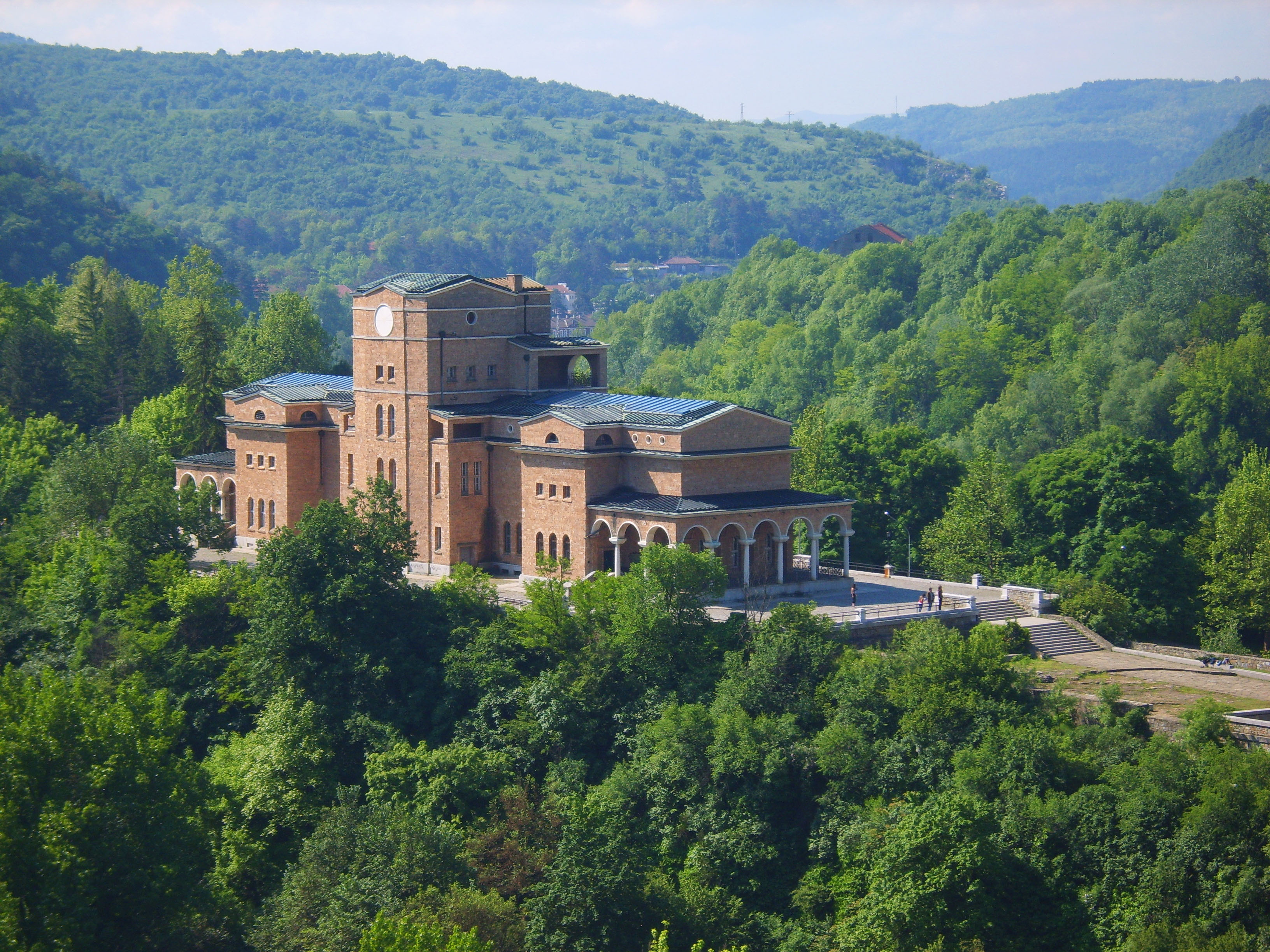
Galerie d'art Boris Denev.

- Musée Renouveau et Assemblée constituante.
- Musée archéologique.

### Galeries d'art
- Galerie Boris Denev.
- Galerie Spectar.

## Architecture
Le Grand Hôtel a été conçu par l'architecte Nikola Nikolov. Ce dernier a aussi rénové la Galerie municipale de peinture.

## Transport

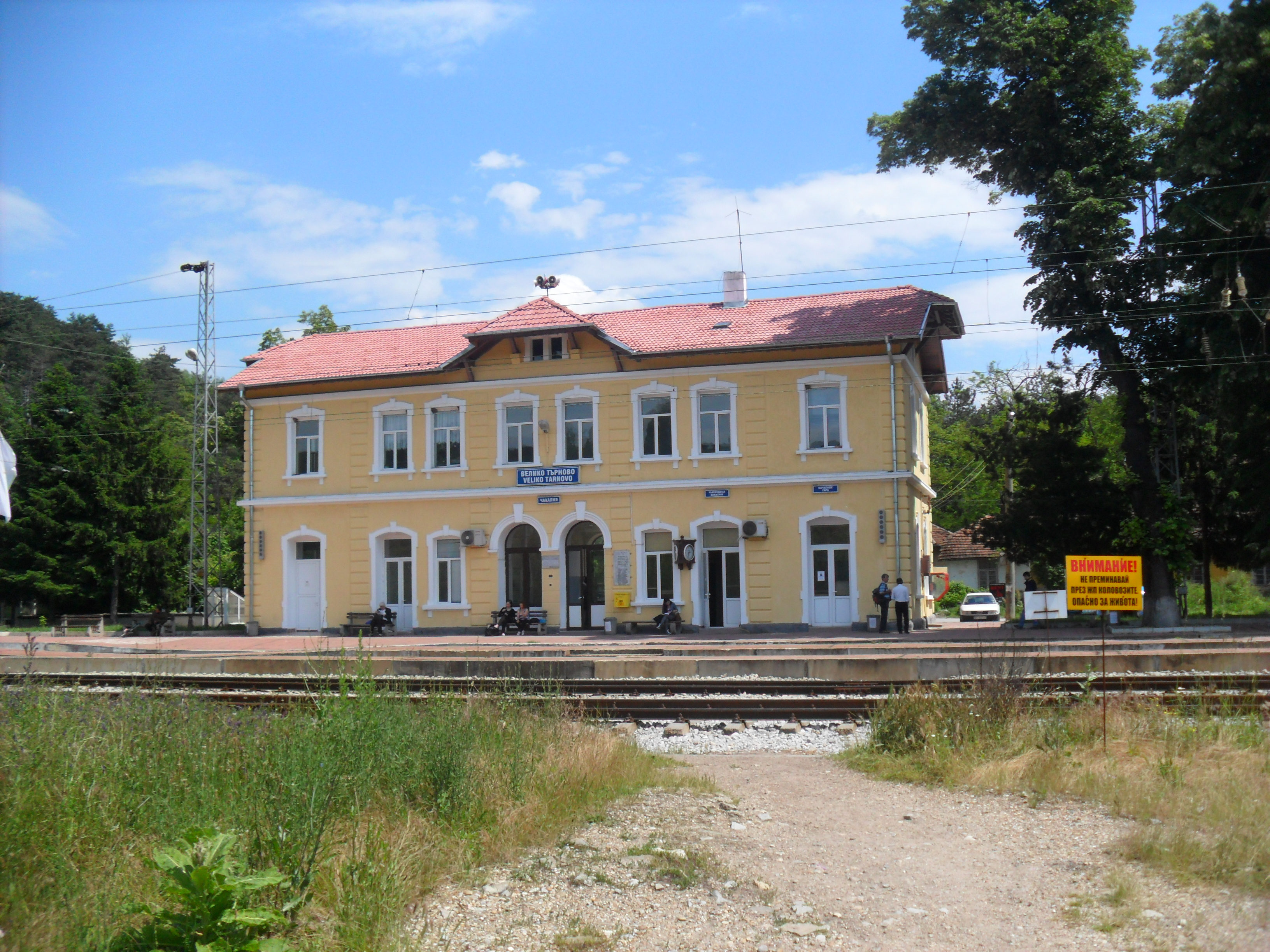
Gare ferroviaire.

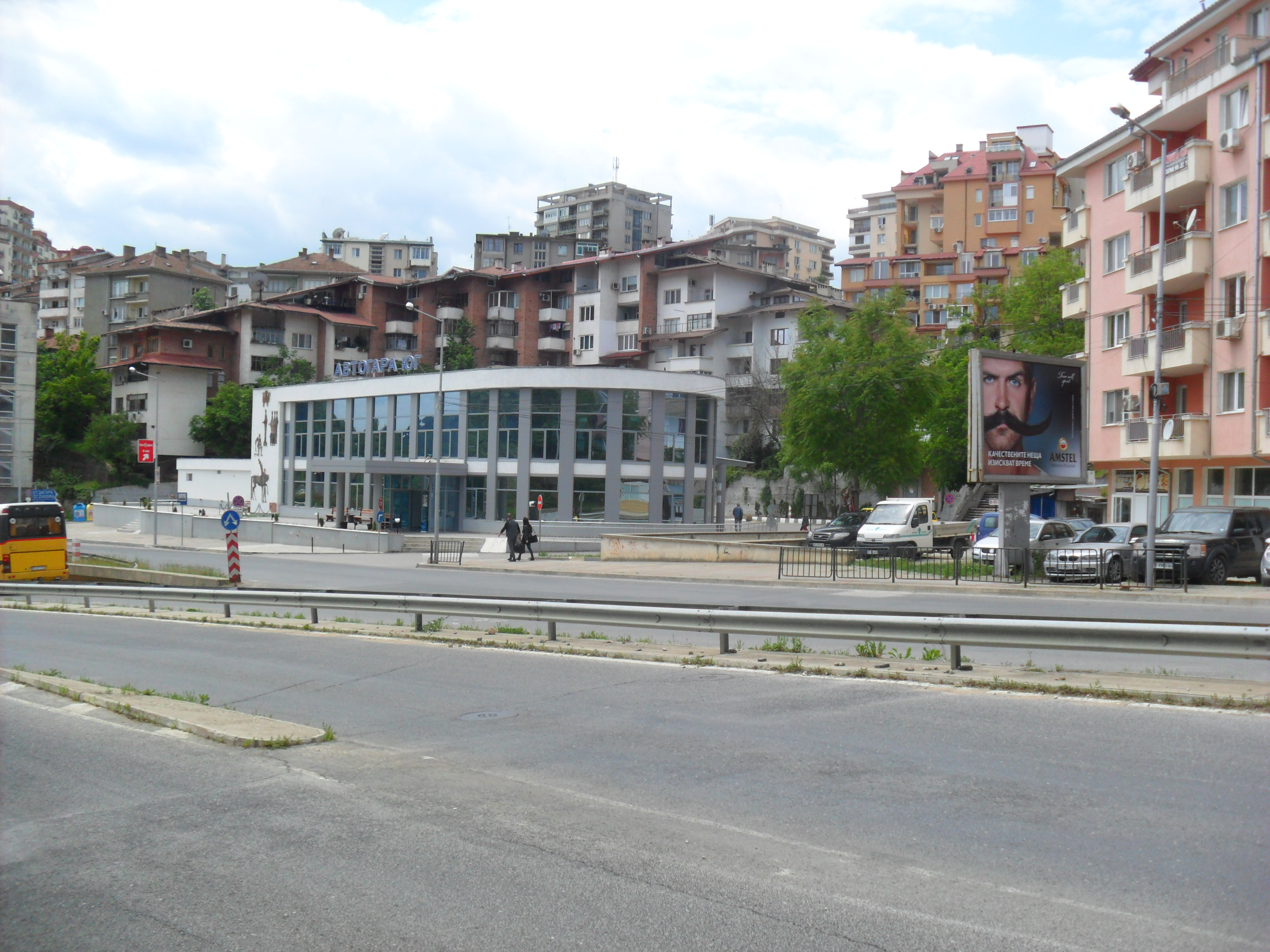
Gare routière.

### Automobile
La ville est située sur l’autoroute A2 qui fait partie de la route européenne 85 et de la route européenne 772.

### Chemin de fer
La gare a été construite en 1901.

## Économie

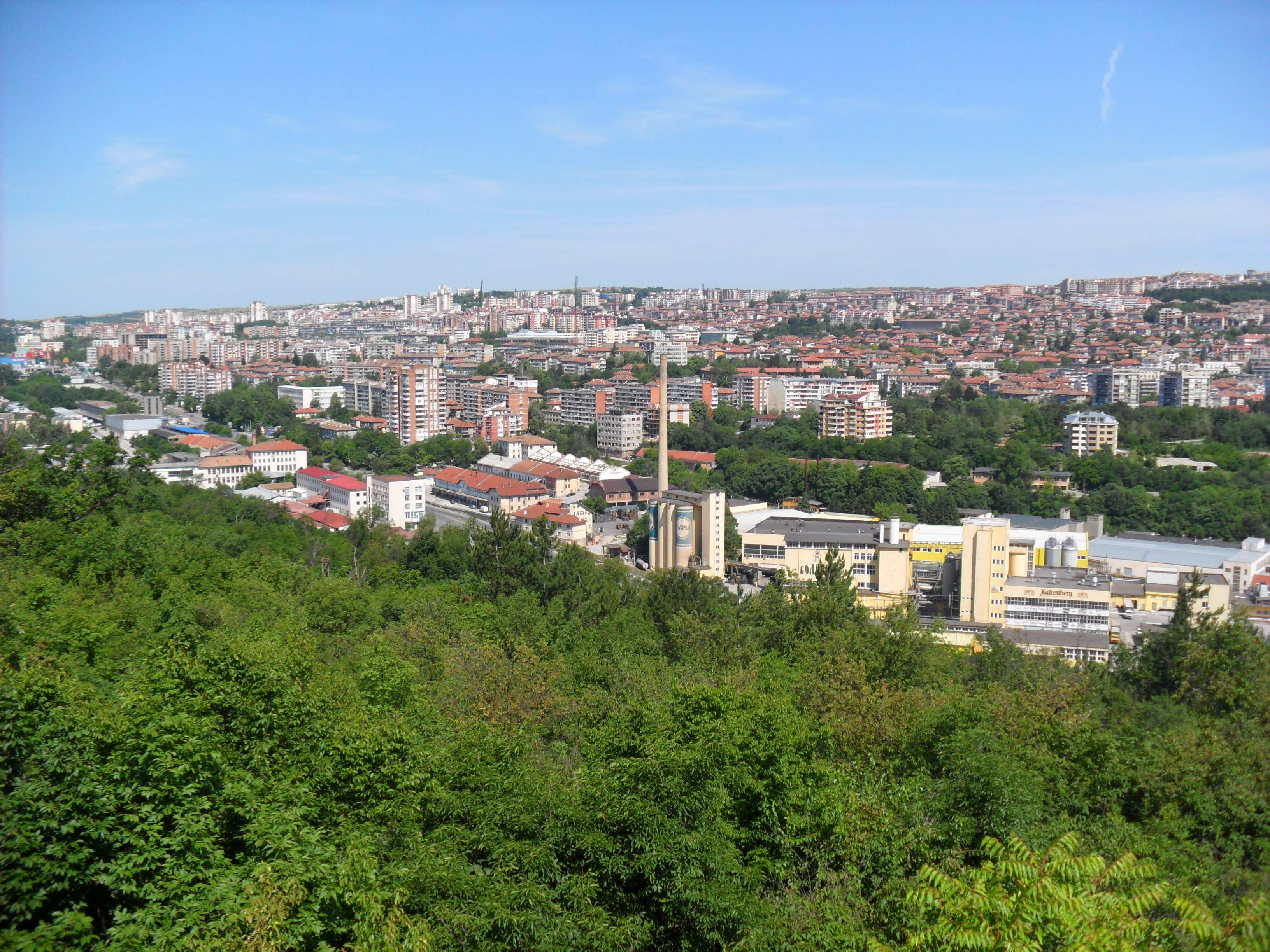
Veliko Tarnovo, nouveau quartier.

Veliko Tarnovo est le centre industriel de l’oblast Veliko Tarnovo. Des activités alimentaires et industrielles s'y sont développées.

## Personnalités associées
- Euthyme de Tarnovo, patriarche de Bulgarie, réformateur de la langue bulgare et saint orthodoxe, né vers 1327.
- Ivan Fichev, ministre de la Guerre (1914-1915) et général bulgare.
- Nikolay Nenovsky, économiste né en 1963.
- Trifon Ivanov, joueur de football bulgare.

## Vues de la ville

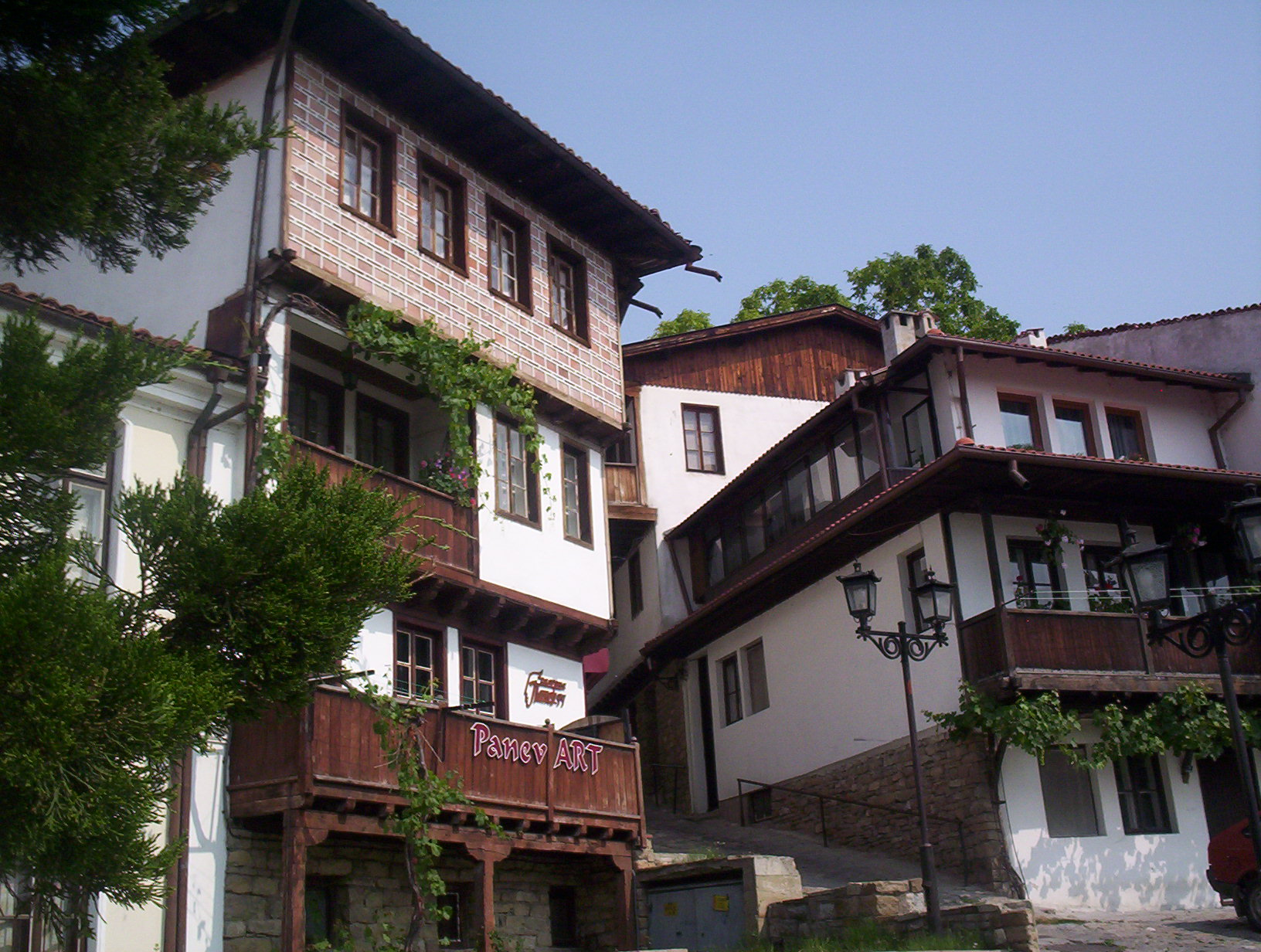
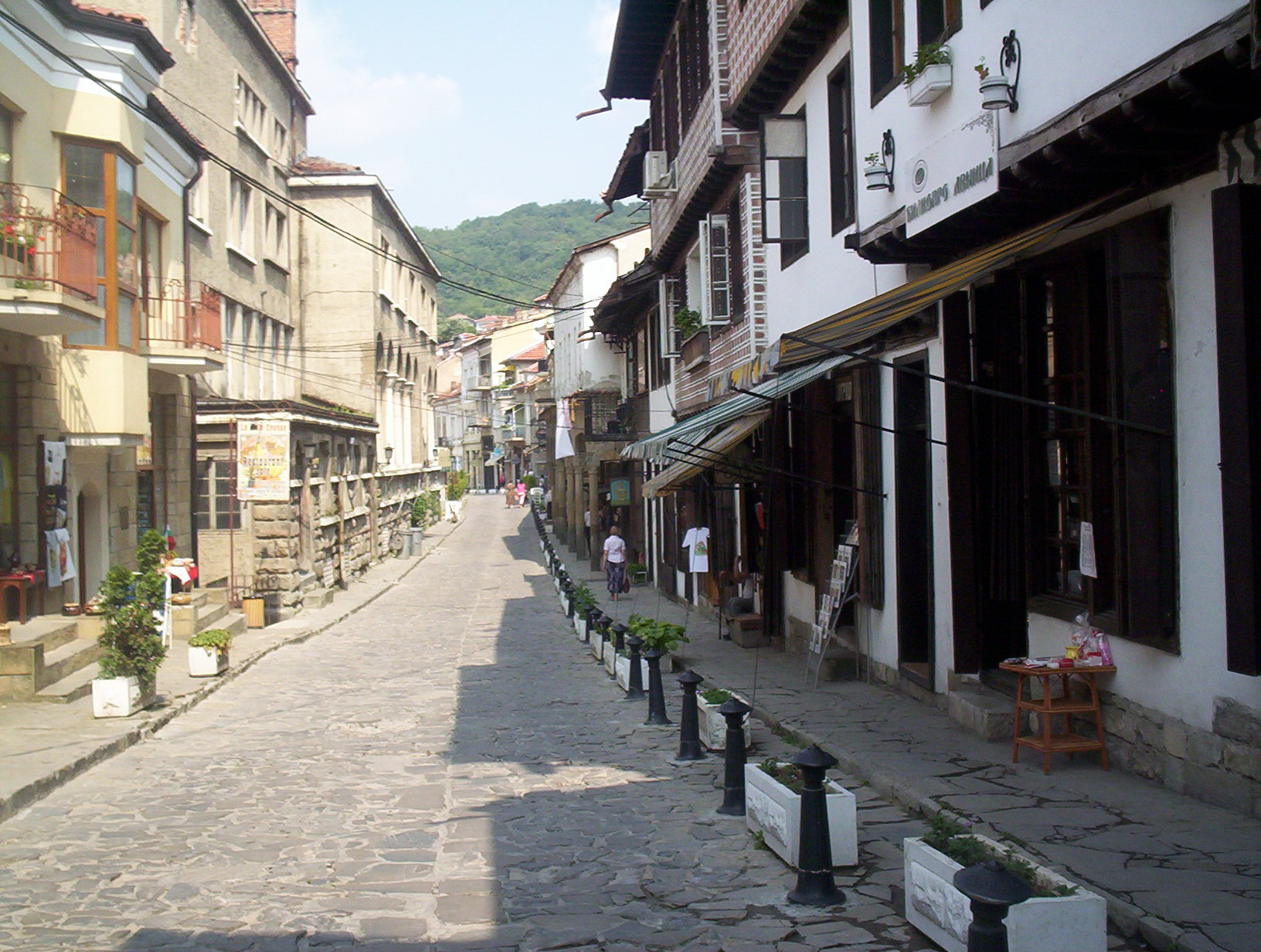
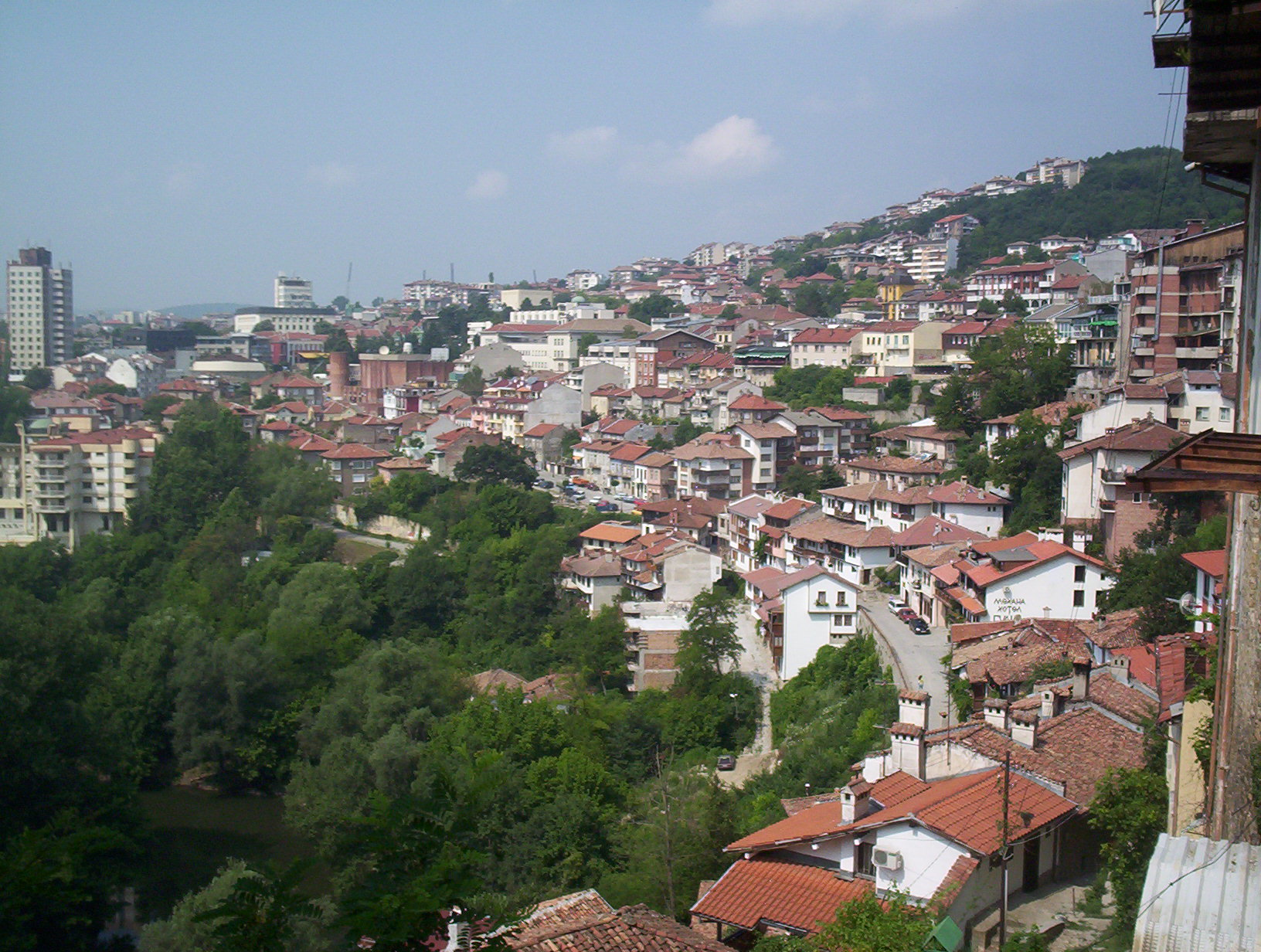
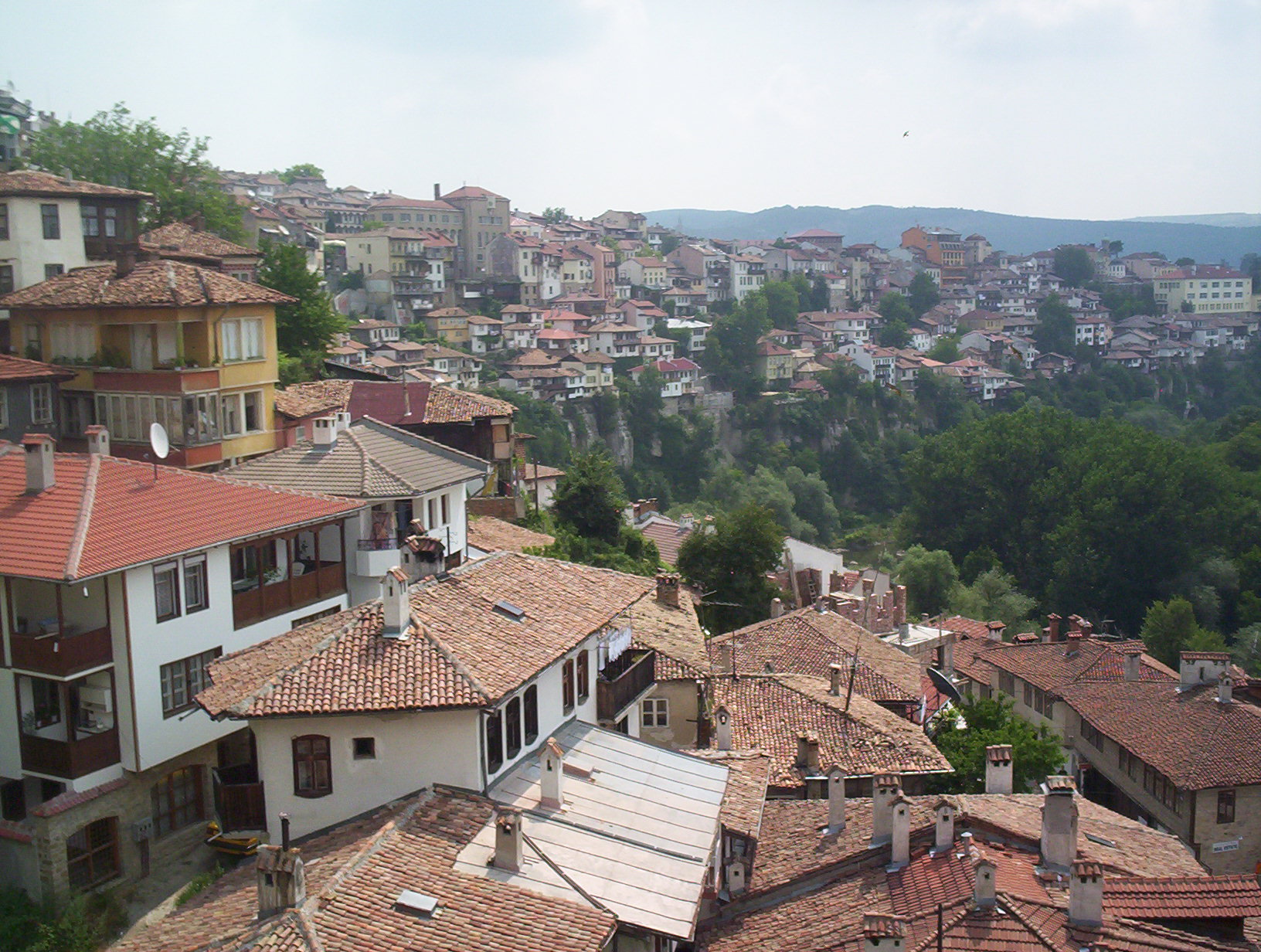
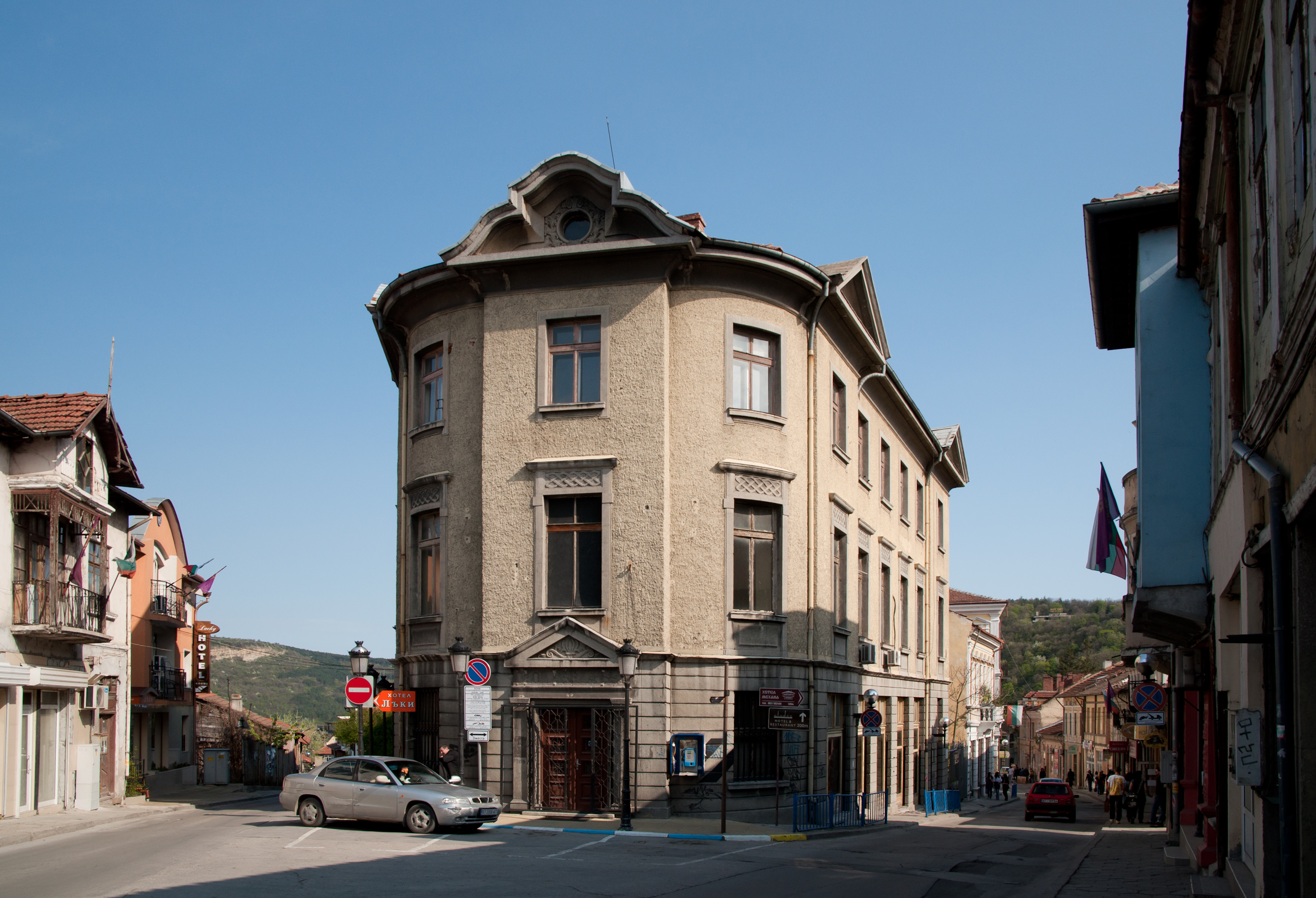
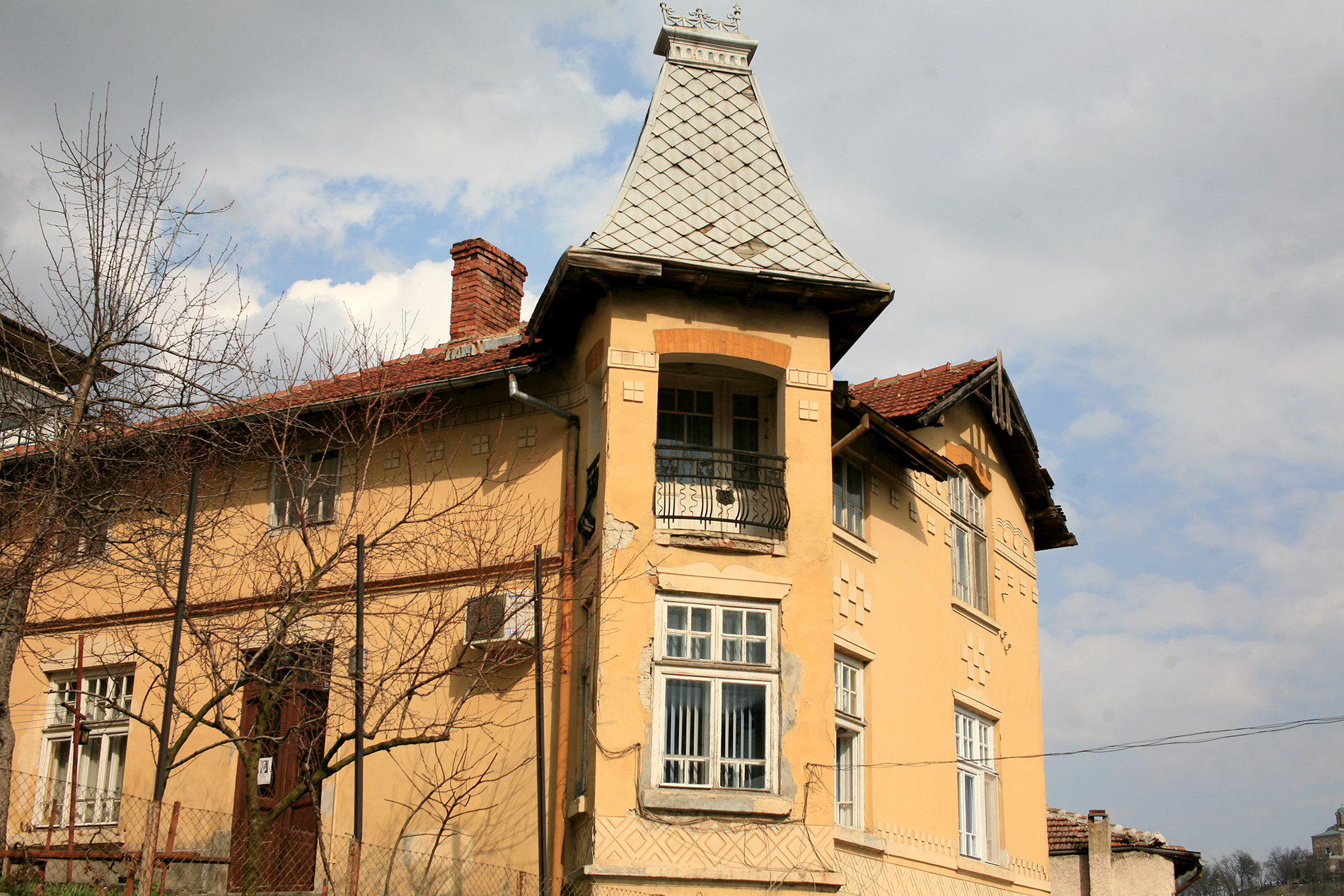
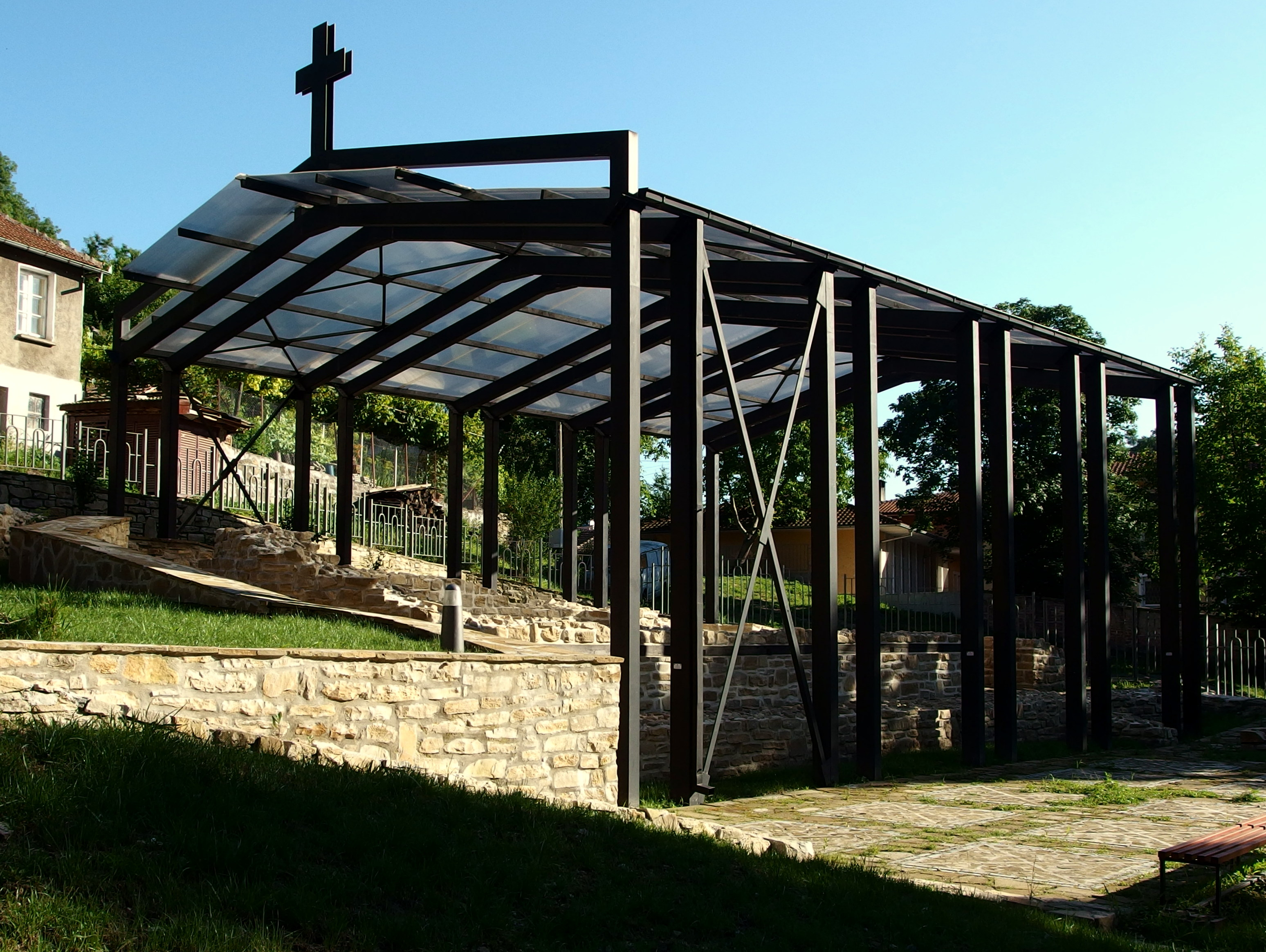
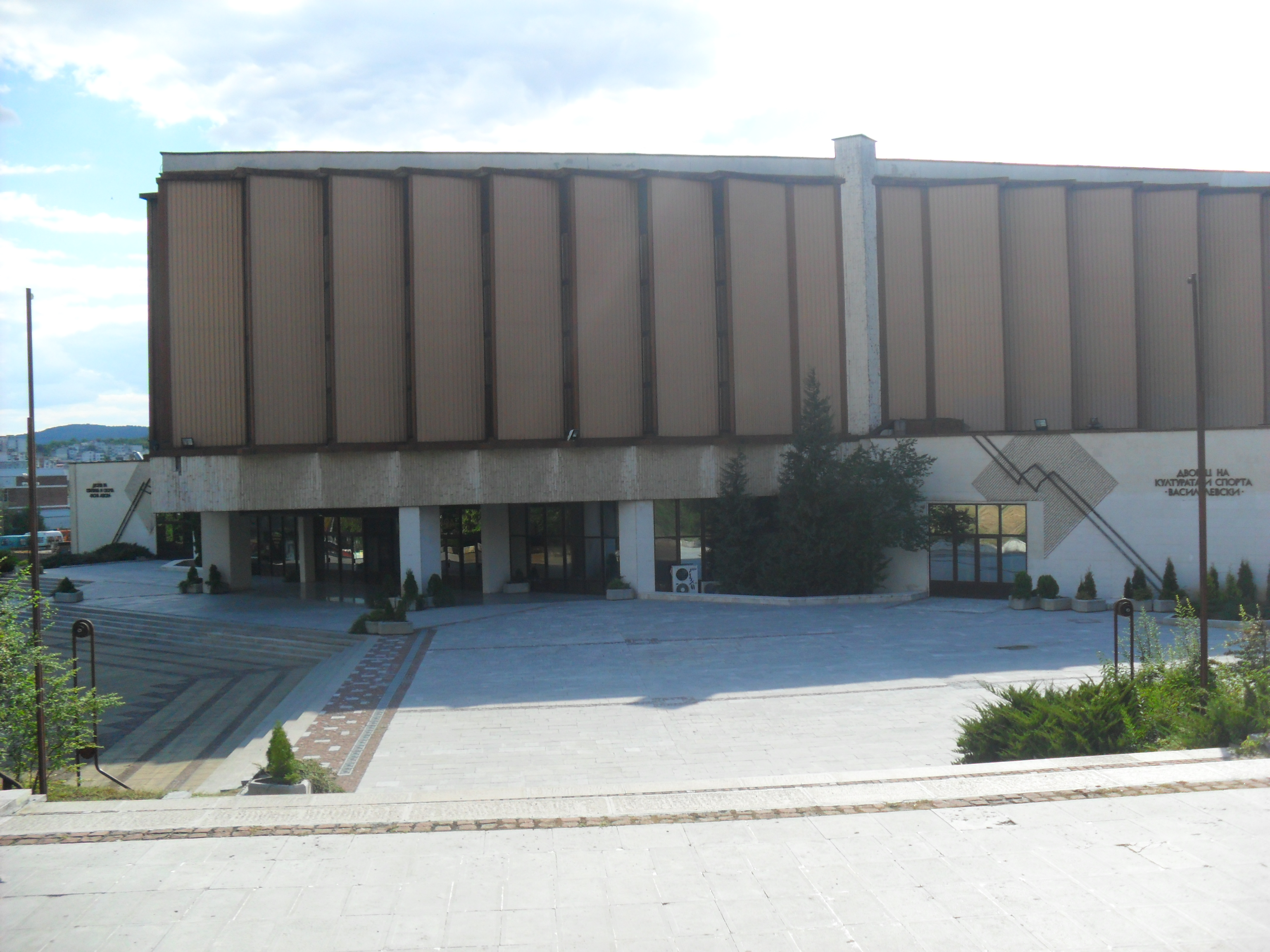
Palais de la Culture et du Sport "Vasil Levski".
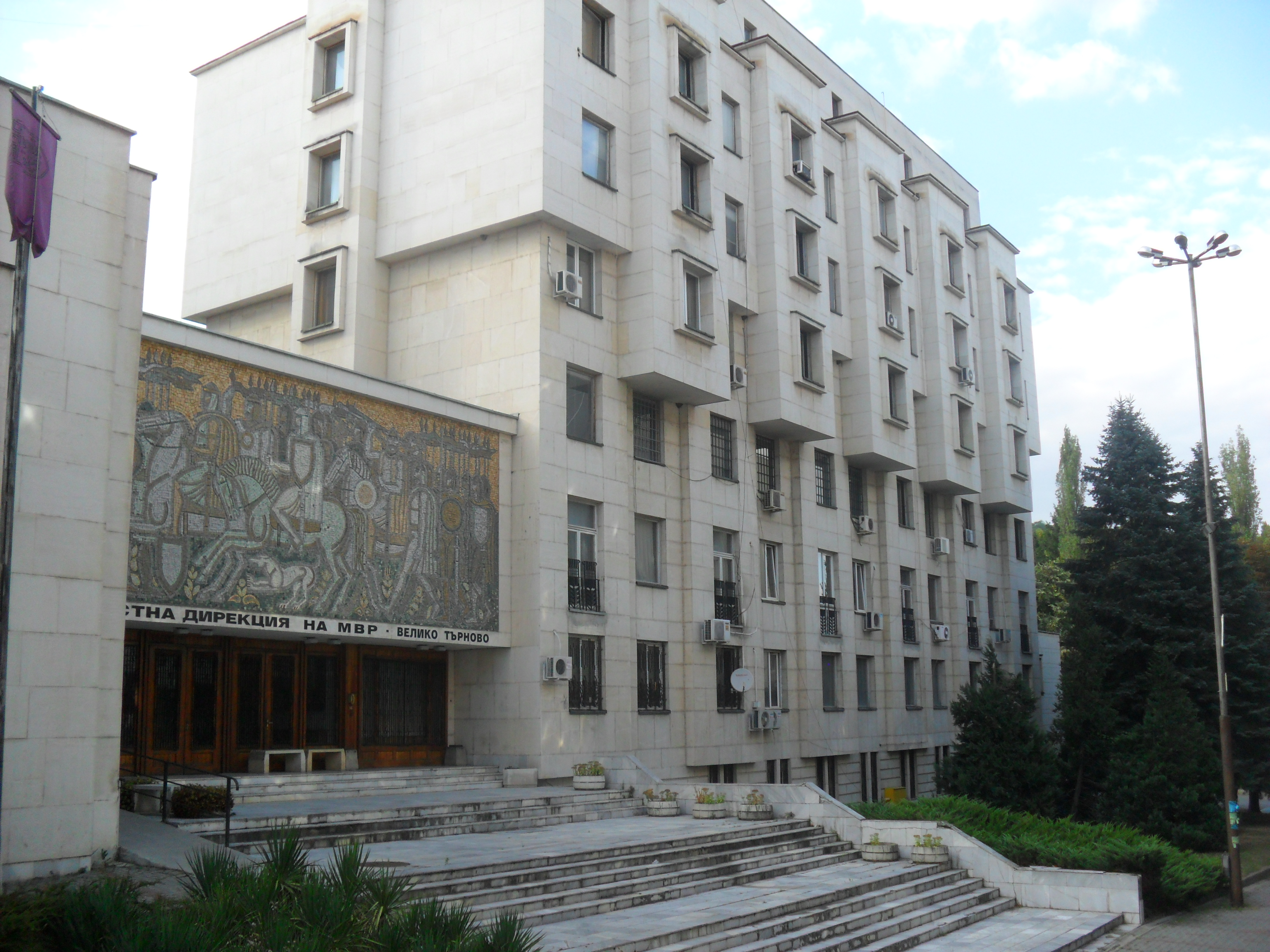
Direction régionale du ministère de l'Intérieur.
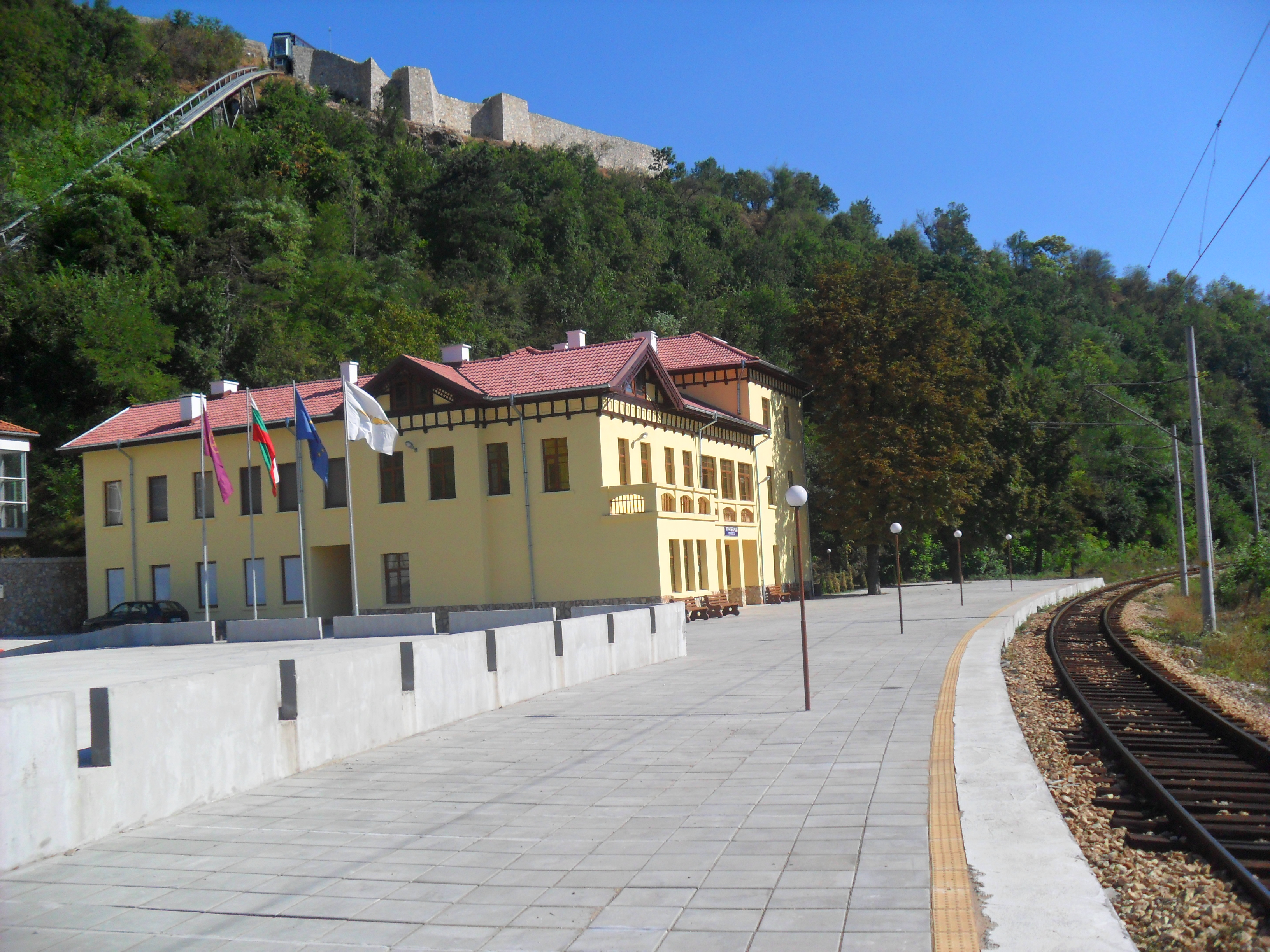
Gare de Trapezitza.
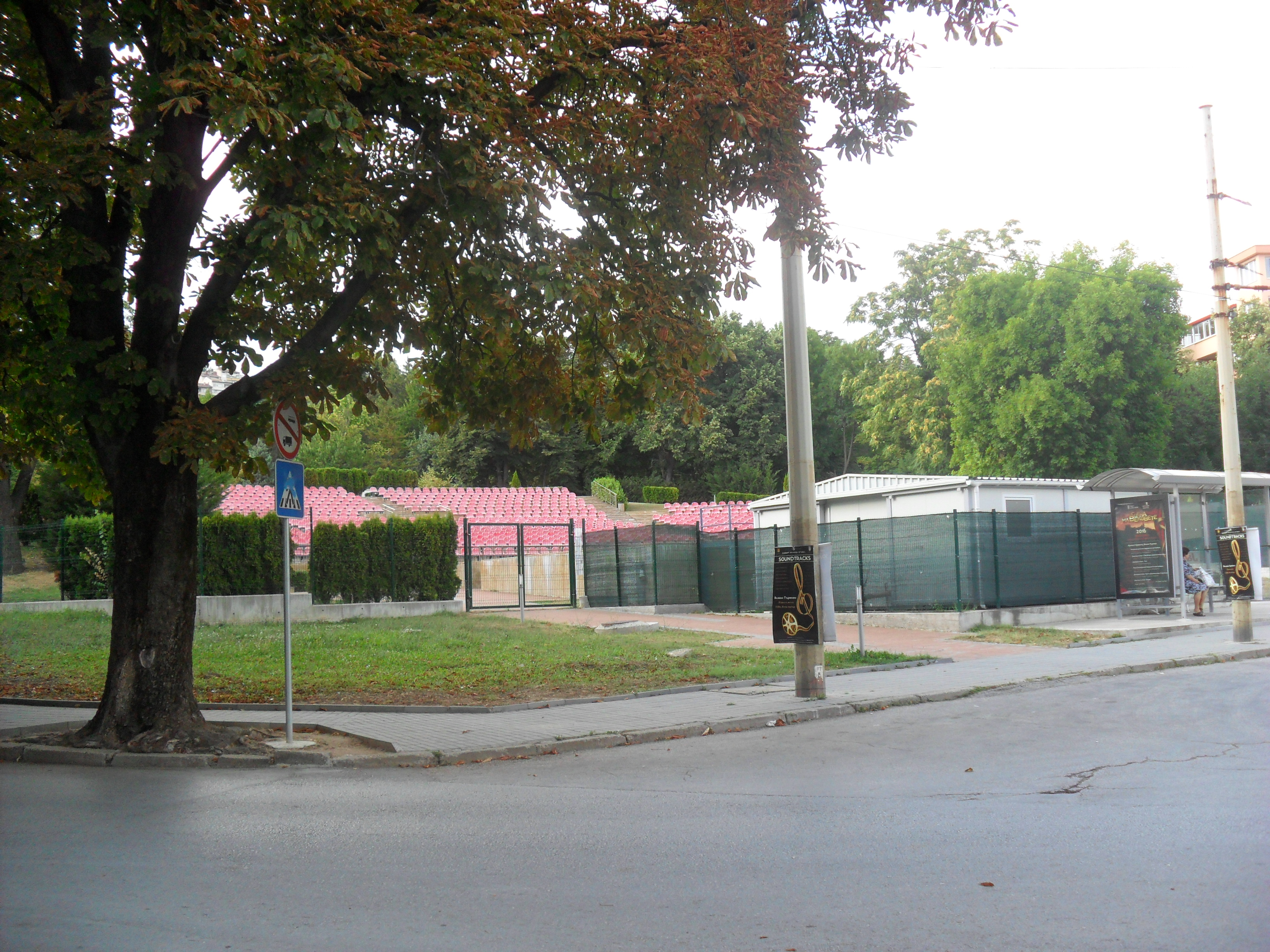
Théâtre d'été.